# Jan Raatgever
Jan Adriaan Francois Raatgever (16 juni 1907) was een Surinaams medicus en politicus van de NPS.

## Biografie
Hij volgde een opleiding aan de Geneeskundige School en slaagde in 1928 voor het eerste natuurkundig examen, in 1931 voor het tweede deel en in 1934 voor het theoretisch en praktisch heelkundig examen. Vervolgens ging hij werken als geneesheer. Hij werd in 1949 verkozen voor het district Marowijne tot lid van de Staten van Suriname. Er ontstonden grote conflicten binnen de NPS en in 1950 behoorde hij tot de 8 NPS-statenleden die die partij verlieten. Raatgever bleef wel Statenlid tot de verkiezingen in 1951. Hoewel hij al ouder was dan 40, kon hij begin 1951 toch een studieopdracht krijgen. Hij verhuisde naar Leiden en slaagde daar in 1952 voor het artsexamen.